# Rauen
Rauen es un municipio situado en el distrito de Oder-Spree, en el estado federado de Brandeburgo (Alemania), a una altitud de 70 metros. Su población a finales de 2016 era de 2000 habs. y su densidad poblacional, 90 hab/km².